# ILAI Fund
 (mai 2018).
Le ILAI Fonds est un fonds d'assistance non sectaire qui aide les enfants défavorisés, malades ou handicapés dont les familles sont financièrement incapables de subvenir à leurs besoins. L'organisation à but non lucratif a été créée en Israël en 2005 par Albert Elay Shaltiel et sa femme Yael.

## Histoire
Le ILAI Fund est reconnu comme un organisme à but non lucratif qui a été fondé par le Shaltiels, une famille avec des racines iraniennes.
Albert et Yael sont nés en 1969 à Téhéran, en Iran, à l'hôpital Juif et centre de bienfaisance Dr Sapir. Après avoir immigré individuellement en Israël, ils se sont mariés en l'an 2000. En 2005, leur fils Ilai Benyamin nait. En guise d'expression de leur gratitude ils fondent, et dirigent encore aujourd'hui, l'organisation de bienfaisance nommée d'après leurs fils. Le conseil d'administration du fonds est entièrement composé de bénévoles.
ILAI Fund est approuvé par le P. E. F. Israel Endowment Funds, Inc., permettant à tous les donateurs de bénéficier d'une exemption fiscale sur leurs dons aux États-Unis.
ILAI Fund a un groupe de soutien issu du monde entier. Le fonds a choisi le titre ''Anges Donneurs'' pour ses bienfaiteurs parce qu'ils soutiennent financièrement et volontairement ILAI Fund dans sa mission. Ils aident à lever les fonds nécessaires à l'achat d'équipements spéciaux pour ces familles.
L'un des événements les plus importants dans l'histoire de l'ILAI Fund est sa participation à la cérémonie de dépôt de couronne lors de la journée du souvenir de l'Holocauste à Yad Vashem à Jérusalem. l'ILAI Fund a pris part à la cérémonie en compagnie du Premier Ministre d'Israël, d'autres grandes personnalités publiques ainsi que de nombreux survivants de l'Holocauste, en déposant une couronne à la mémoire des victimes du régime nazi.

## Les bénéficiaires
Les bénéficiaires de l'ILAI Fund ont souvent de graves handicaps physiques, émotionnels et intellectuels, tels que la cécité, la surdité, l'autisme ou le syndrome de Down. l'objectif d'ILAI est d'aider ces familles qui ont des difficultés financières. La plupart de ces enfants sont issus de familles monoparentales ou parfois d'orphelins. Leur population cible comprend les victimes de la polio et d'autres maladies, les patients atteints de cancer, et les enfants victimes d'accidents, de guerres ou de terrorisme.
Le fonds a choisi le titre de ''Héros'' pour les enfants, car ils les trouvent braves et courageux, et estiment que ces enfants sont les vrais super-héros de l'ILAI Fonds.

## Les catégories d'assistance
Le ILAI Fonds sélectionne les bénéficiaires selon les références des services sociaux. Il fournit aux enfants une large gamme de matériel médical : fauteuils roulants, déambulateurs, élévateurs de bain, chaussures orthopédiques, attelles et bretelles, des couches, des lunettes, des ordinateurs spécialisés et des frais de transport hospitalier. Le fonds fournit également des aliments nutritifs, des vitamines ou des médicaments que les programmes de soins de santé ne peuvent pas couvrir. En cas de besoin, Le fonds participe également pour la physiothérapie, hydrothérapie et la psychothérapie. En outre, ILAI fournit des soignants individuels et des enseignants. ILAI Fund donne aux enfants l'occasion de vivre des expériences que les enfants ordinaires tiennent pour acquises, telles que les fêtes d'anniversaire, les sorties en famille, les visites au zoo, les parcs et d'autres activités récréatives amusantes. Toutes ces dispositions sont possibles avec l'aide des donateurs.

## Aider les enfants en foyers d'accueil
Le fonds aide également les enfants en foyers d'accueil et leur fournit des vêtements, des livres, des cadeaux, des draps de lit, des serviettes, des jouets et plus encore. Les enfants jusqu'à l'âge de dix ans sont envoyés dans ces établissements par ordonnance du tribunal dans les cas où les municipalités et les services sociaux jugent nécessaire de les éloigner d'un environnement dangereux. Un environnement familial abusif, violent ou dysfonctionnel peut mettre l'enfant en danger, ainsi que des parents dépendants ou alcooliques.